# 越村友一
越村 友一（こしむら ともかず、1979年5月22日 - ）は、日本の俳優、声優。
埼玉県出身。青年座映画放送所属。

## 経歴
2000年、東京セレソン作品「律儀な君の照れ笑いは夕闇にすすけてたし」にて初舞台を踏む。
2001年、東京セレソンデラックスでは「傷－KIZU－」より参加。東京セレソンデラックスの劇団員として18作品に出演している。
2012年の東京セレソンデラックス解散後は、オフィスセレソンに所属。
2013年から劇団青年座映画放送に所属。

## 人物
天然パーマが特徴。
特技は料理、ボクシング。

## 出演

### 舞台
東京セレソン
- 「律儀な君の照れ笑いは夕闇にすすけてたし」（2000年7月18日 - 7月23日）

東京セレソンデラックス
- 「傷－KIZU－」（2001年4月12日-4月15日/再演：2011年7月5日 - 7月10日）
- 「WHATA A WONDERFUL LIFE!」（初演：2002年4月16日-4月21日/再演：2003年4月9日 - 4月12日）
- 「夕－ゆう－」（初演：2003年7月8日-7月13日/再演：2005年6月28日 - 7月10日/再々演：2008年6月18日 - 7月27日）
- 「Happy」（2004年4月13日 - 4月18日）
- 「FAMILY!」（2005年2月1日 - 2月6日）
- 「ザ・福袋」（2006年1月6日 - 1月9日）
- 「流れ星」（初演：2006年5月9日 - 5月9日/再演：2009年5月20日 - 10月4日）
- 「あいあい傘」（2007年4月4日 - 5月6日）
- 「渡辺いっけいと東京セレソンデラックス」（2007年12月26日 - 12月31日）
- 「わらいのまち」（2011年9月4日 - 11月3日）
- 「ガッツ ザ セレソン」（2012年1月6日 - 1月9日）
- 「ピリオド」（再演：2012年4月3日 - 4月20日）
- 「笑う巨塔」（2012年10月3日 - 12月2日）

一番星ブラザーズ
- 「ゴースト」（2008年10月21日 - 10月26日）
- 「ジャック」（2009年12月15日 - 12月20日）
- 「SWITCH」（2011年2月15日 - 2月20日）

ルドビコ★
- 「八犬伝－疾風異聞録－」（2011年9月16日 - 9月25日） - 犬田小文吾 役

その他
- 「君と見る千の夢」（2010年5月2日 - 5月24日）
- 「ディズニーオンアイス」（2013年7月12日 - 10月20日）
- TAKUMA FESTIVAL JAPAN「夕」（2014年7月3日 - 9月4日）
- 台所太平記（2015年6月4日-26日）
- TAKUMA FESTIVAL JAPAN「歌姫」（2016年9月15日 - 11月3日）
- TAKUMA FESTIVAL JAPAN「ひみつ」（2017年10月31日 - 11月12日）
- もののふシリーズ最終章「駆けはやぶさひと大和」（2018年2月8日 - 2月25日）
- TAKUMA FESTIVAL JAPAN「笑う巨塔」（2018年3月29日 - 4月30日）
- TAKUMA FESTIVAL JAPAN「あいあい傘」（2018年10月5日〜 - 12月9日）
- 『暗転エピローグ』（2019年8月15日 - 18日）
- TAKUMA FESTIVAL JAPAN「流れ星」（2019年10月 - 12月）
- TAKUMA FESTIVAL JAPAN「仏の顔も笑うまで」（2020年4月22- 5月24日）
- 舞台「赤シャツ」【東京公演】2021年9月上旬〜中旬 東京建物 Brillia HALL【大阪公演】2021年9月下旬 森ノ宮ピロティホール

### テレビドラマ
- 魁!セレソンDX「ヤンキー魂」（2006年10月 - 12月、テレビ大阪） - ぼっきん 役（レギュラー出演）
- 花より男子2（2007年1月5日 - 3月16日、TBS） - 空気の読めないコミカルなタクシーの運転手 役
- 受験の神様（2007年7月14日 - 9月22日、日本テレビ） - 齋藤 役（レギュラー出演）
- 歌姫 第4話（2007年10月12日 - 12月22日、TBS） - 愚連隊A 役（レギュラー出演）
- ロス:タイム:ライフ（2008年2月2日 - 4月19日、フジテレビ）特別編・前編 - 検察官 役、第5節 - 解説・ピエール倉内 役
- 佐々木夫妻の仁義なき戦い 第4話（2008年1月20日 - 3月23日、TBS） -  嫌味な検察官役
- 恋うたドラマSP第二夜「元気を出して」（2008年10月7日、TBS） - 清掃員・内山俊郎 役
- サラリーマン金太郎 第3話（2008年10 - 12月、テレビ朝日）  - ヤクザB 役
- アベレイジ2 「サプライズの憂鬱」（2008年10月10日、フジテレビ） - B男 役
- 福家警部補の挨拶〜オッカムの剃刀〜（2009年1月2日、NHK） - 人懐っこい野次馬男 役
- 仮面ライダーディケイド（2009年1月、テレビ朝日）第1話- チンピラ 役
- 就活のムスメ（2009年3月27日、テレビ朝日） - 宮城椿一 役
- 連続テレビ小説「つばさ」（2009年、NHK） - 老人ホームスタッフの依田 役
- スマイル（2009年4月17日 - 6月26日、TBS） - ダイニングバー店長・小柳太郎 役
- 古代少女ドグちゃん 第3話（2009年10月7日 - 12月23日、毎日放送）
- 君たちに明日はない（2010年1月 - 2月、NHK総合） - ミッキー 役 （レギュラー出演）
- ミッドナイト・ホラーシアター 第7話「皆殺しの天使」（2011年3月7日、フジテレビTWO） - 乙部隆三 役
- 野田ともうします。シリーズ - 手影絵サークル副部長・佐藤宏 役（レギュラー出演）
  - 野田ともうします。（2010年10月、NHKワンセグ2）
  - 野田ともうします。シーズン2 （2011年10月、NHKワンセグ2）
  - 野田さんとメリークリスマス〜野田ともうします。クリスマススペシャル〜 （2011年12月、NHK総合）
  - 野田ともうします。シーズン3 （2012年10月、NHKワンセグ2）
- ヒトリシズカ 第3話・第4話（2012年10月21日 - 11月25日、WOWOW）  - 金田鉄平（天洲会麻布） 役
- dinner（2013年1月 - 3月、フジテレビ） - 梶信成 役（レギュラー出演）
- 高梨さん（2013年4月、NHKワンセグ2） - 漫画家の先生 役
- タンクトップファイター 第3話・第4話（2013年4月25日 - 、毎日放送） - 田中 役
- 白衣のなみだ第2章「慈命」（2013年4月 -2013年5月、フジテレビ） - 竜崎大悟 役（レギュラー出演）
- オリンピックの身代金〜1964年・夏〜（2013年11月30日 - 12月1日、テレビ朝日）
- 新・ミナミの帝王〜銀次郎、ついに逮捕?!〜（2014年1月5日、関西テレビ） - 藤本大輔 役
- 三匹のおっさん〜正義の味方、見参!!〜（2014年1月17日 - 3月14日、テレビ東京） - 警官 役
- TEAM -警視庁特別犯罪捜査本部- 第3話（2014年4月30日、テレビ朝日） - 中村隆明 役
- 素敵な選TAXI (2014年10月14日-、関西テレビ） - 監督 役
- ドクターX〜外科医・大門未知子〜（2014年、テレビ朝日） - 筒井雅和 役
- 吉原裏同心（2015年1月、NHK） - 松太郎 役
- アイアングランマ 第3話（2015年1月24日、NHK BSプレミアム） - 運び屋 役
- 土曜ワイド劇場「棟居刑事シリーズ8」（2015年、テレビ朝日） - 北見医師 役
- 理系の人々（2015年） - 藤本 役
- 月曜ゴールデン「新 法廷荒らし 猪狩文助〜終の棲家〜」（2015年3月16日、TBS） - 野口正治 役
- DEATH NOTE（2015年、日本テレビ） - 奈南川零司 役
- 掟上今日子の備忘録（2015年、日本テレビ） - 本竹崇 役
- 民王（2015年、テレビ朝日） - 桐月一郎 役
- 相棒（テレビ朝日）
  - season14 第10話（2016年1月1日） - 須賀原正夫 役
  - season19 第4話（2020年11月4日） - 田崎元哉 役
  - season21 第20話（2023年3月8日） - 高室尚郁 役
- 神の舌を持つ男（2016年、TBS） - 牧野太郎（温泉マニア） 役
- 月曜名作劇場「ヤメ判 新堂謙介 殺しの事件簿4」（2016年9月5日、TBS） - 杉村大輔 役
- 炎の経営者（2017年、フジテレビ）
- 銭形警部（2017年）
- 西村京太郎トラベルミステリー 山形・陸羽西線に消えた女（2017年、テレビ朝日） - 志村 役
- 眩〜北斎の娘〜（2017年、NHK） - 川原慶賀 役
- 科捜研の女（テレビ朝日）
  - Season 17 第15話 (2018年3月1日) - 小池鉄郎 役
  - Season 19 第31話 (2020年2月20日)  - ニーチェ 役
- 大富豪同心（BSプレミアム / NHK総合） - 寅三 役
  - 第1シリーズ（2019年5月10日 - 7月12日 / 2019年10月5日 - 2020年1月11日）
  - 第2シリーズ（2021年5月28日 - 7月23日）
  - 第3シリーズ（2023年6月）
- Heaven?〜ご苦楽レストラン 第3話（2019年7月23日、TBS） - 関優夫 役
- 世にも奇妙な物語 「コールドスリープ」（2019年11月9日、フジテレビ）
- メ〜テレドラマ 名古屋行き最終列車 2019サマーver.内海で愛を叫ぼう -木村店長　役
- トップナイフ  第3話 (2020年、日本テレビ)
- 日曜プライム 「正義の証明」 (2020年、テレビ朝日)
- 月曜プレミア8 「警視庁遺失物捜査ファイル」（2020年、テレビ東京）  - 宍戸刑事 役
- メ〜テレドラマ 名古屋行き最終列車 三河線編 - 溝口学　役
- 俺たちはあぶなくない〜クールにさぼる刑事たち（2020年） - ナレーション
- イチケイのカラス第3話（2021年、フジテレビ） - 堀口義則 役
- 死神さん huluオリジナル（2021年） - 牛島 役
- 恋はDeepに 第5話（2021年）
- 刑事7人 第2話（2021年）
- カナカナ（2022年） - 常連客・下浦 役
- 土曜プレミアム ガリレオ 禁断の魔術（2022年9月17日、フジテレビ）
- 夫を社会的に抹殺する5つの方法 第3話（テレビ東京） - 部長 役
- 忍者に結婚は難しい 第8話 - 売人の男 役
- ペルソナの密告 3つの顔をもつ容疑者 - 日向武雄 役
- 婚活食堂 第10話 - 武林卓男 役
- BS時代劇『大富豪同心3』（2023年6月- 8月、NHK BS4K・NHK BSプレミアム） - 寅三 役
- 褒めるひと褒められるひと 第6週（2023年6月12日 - 8月3日、NHK総合）
- 科捜研の女 season23 第4話 - 矢田部誠治 役
- ウルトラマンブレーザー 第19話「光と炎」 （2023年11月25日） - 指揮官 役
- 相棒（テレビ朝日）season22 第15話（2024年2月7日） - 垣原駿作 役
- ダブルチート 偽りの警官 Season1 第1話（2024年4月26日、テレビ東京・WOWOW） - 関川竜一 役
- 完全無罪（2024年7月7日 - WOWOW）
- 団地のふたり（2024年、NHK BS・NHK BSプレミアム4K） - 野見山さん 役
- モンスター 第4話（2024年11月4日、関西テレビ・フジテレビ系） - 林田幸人 役[3]
- 誰かがこの町で（2024年12月8日 - 29日、WOWOW）
- 御上先生 第4話 - 第6話（2025年2月9日 - 23日、TBS） - バーの店員 役
- 子宮恋愛（2025年4月11日〈予定〉 - 、読売テレビ） -
- あきない世傳 金と銀 シーズン2（2025年4月6日 - 5月25日〈予定〉）

### テレビ番組
- お願い!ランキング

### 映画
- 同窓会（2008年）
- GANTZ PERFECT ANSWER （2011年） - 中村孝太 役
- 相棒シリーズ X DAY（2013年） - 構成員　役
- ノアの箱車（2013） - 主演 真田幸雄 役
- デビクロくんの恋と魔法（2014） - MC 役
- けんじくんの春（2015）
- 新宿スワン（2015年）
- 龍三と七人の子分たち（2015年）
- グッドモーニングショー（2016年） - 柳田崇弘
- 海賊とよばれた男（2016年） - 国岡商店タンク班
- あいあい傘 （2018年10月） - 滑川秀樹 役
- Threads of Blue（2023年9月15日）

### WEBドラマ
- 恋するキッチンカー（2025年2月4日、ホクレン農業協同組合連合会・YouTube） - 広告会社・部長 役[4]

### ラジオ
- TBSラジオ特番「越村友一ともうしますがっ」 （2012年9月20日、TBSラジオ）
- NISSAN あ、安部礼司 〜BEYOND THE AVERAGE〜 （TOKYO FM・JFN系列） - 権藤進 役

### テレビアニメ
- 将国のアルタイル（2017年） - 市民B 役
- 名探偵コナン（2018年9月15日・9月22日、読売テレビ放送） - 山鹿節夫 役

### Webアニメ
- 日本沈没2020（2020年7月9日） - 外国人 役

### 吹き替え

#### 映画
- インビテーション
- 嘘はフィクサーのはじまり - 投資家秘書カヴィシュ：ダン・スティーヴンス
- エクストラクション - ダリル
- オーシャンズ8 - 黒人デザイナー[5]
- 鬼はさまよう
- 極秘捜査 - ソ・ジョンハク
- トリプルX:再起動 - ニック：クリス・ウー

#### ドラマ
- AWAY-遠く離れて- -ラム：レイ・パンサキ（Netflix）
- エデンの東 - イ・ドンチョル：ソン・スンホン
- キャリアを引く女〜キャリーバッグいっぱいの恋〜 - ハム・ボッコ：チュ・ジンモ
- ストックホルム・ケース -クリストファー・リンド
- セカンド・チャンス
- Bitten-クレイ：グレイストン・ホルト（Netflix）
- BROOKLYN NINE-NINE
- Major Crimes 〜重大犯罪課
- Lucid Dream - ソ記者

### ナレーション
- ダンシング・チャップリン メイキング特番
- Oh!デビー

### CM
- JT「ルーツ飲んでゴー（六角営業部長篇）」（2008年）
- 旭化成「ズビズバスポンジ洗剤イヤ子さん（キッチンクロス編）」
- スシロー
- セブンイレブン
- 味の素「フードロスラ どうする!?人類篇（2024年）- 評論家　役
- ポケモンスリープチャンピオントーナメント2024 日本語吹替版
- QUOカードPay 【コンセプトムービー】https://youtu.be/d_PFqbcmFNc  【QUOカードPay公式X】https://x.com/QUOcardPay

### PV
- 山崎まさよし「ADDRESS」（2006年）

### 雑誌
- シアターガイド「今月の私」（2009年8月 - 2010年3月）